# 烏拉圭鱷屬
烏拉圭鱷屬（學名：Uruguaysuchus）是種已滅絕鱷形超目，生存於白堊紀晚期的烏拉圭。烏拉圭鱷是獅鼻鱷與馬拉威鱷的近親。烏拉圭鱷是種中小型動物，身長被估計約1.2公尺。